# Государственный строй Хорватии
Политическая структура Хорватии

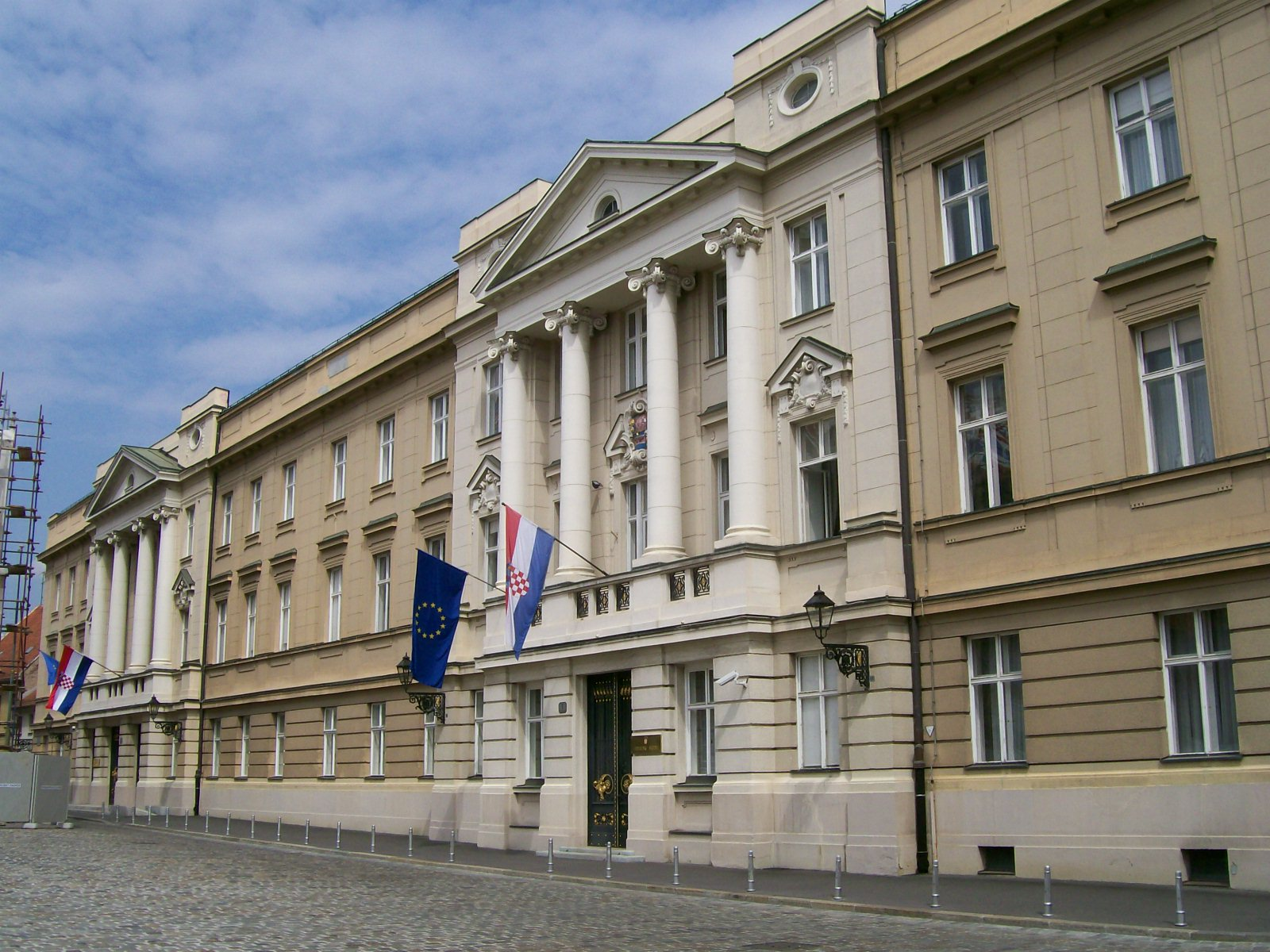
Парламент Хорватии

Республика Хорватия - унитарное, неделимое, демократическое и социальное государство. Власть в Республике Хорватии исходит от людей и принадлежит людям как сообществу свободных и равных граждан.
Разделение Властей
Управление государством основано на принципе разделения властей на:
- законодательную,
- исполнительную,
- судебную.

Принцип разделения власти включает различные уровни взаимного сотрудничества и взаимного контроля держателя власти, предписанной в соответствии с Конституцией и законом. В Республике Хорватии все законы должны соответствовать Конституции.

## Законодательная власть
Хорватский сабор (Sabor) — избираемый законодательный орган, представляющий население Хорватии. Кроме законодательной функции парламент также выполняет функцию контроля над исполнительной властью.
Парламент избирается на четыре года, может иметь не меньше ста и не более 160 представителей, избранных на основе прямого, всеобщего и равного избирательного права тайным голосованием.
Выборы хорватского парламента проводятся не позднее 60 дней после истечения мандата или роспуска старого парламента.
Хорватский парламент однопалатный. До 2001 года было две палаты, однако с марта 2001 года Палата округов прекратила существование. Хорватский парламент имеет председателя и одного или более заместителей председателя.
Также проводятся выборы в местные органы власти и Европарламент.

## Исполнительная
Каждые несколько лет избирается президент республики Хорватия.

## Судебная
Существуют уголовные , коммерческие и административные  суды 3 уровней (высший, областной и муниципалитета). Кроме них имеются Верховный суд и Конституционный суд.

## Политические партии
К основным политическим партиям относятся: Хорватское демократическое содружество, Социал-демократическая партия Хорватии, Хорватская народная партия, Хорватская социал-либеральная партия, Хорватская крестьянская партия, Независимая демократическая сербская партия. На левом фланге находятся Социалистическая рабочая партия Хорватии, Социалистическая партия Хорватии — Левая альтернатива, «Зеленые левые Хорватии». Также существует большое количество мелких ультраправых партий и организаций.
В 1990 году были три блока: Хорватские левые, Хорватское демократическое содружество, и партия «Народное согласие».

## Территориальное деление
- Состоит из 21 жупании, причём столица Загреб имеет статус отдельной жупании. Жупании делятся на общины (Grad).

## Государственный флаг
Государственный флаг Республики Хорватии состоит из полей трёх цветов: красного, белого, и голубого, с гербом Республики Хорватии по середине. Цвета расположены горизонтально, верхний уровень - красный, середина - белый, нижний - голубой цвета.
Издавна народная одежда хорватов – суконные куртки украшенные тесьмой, галуном были разных цветов – красные, белые и синие, а когда в 1848 году происходила инаугурация хорватского Бана - Иосипа Елачича в его наряде, эти три цвета были объединены. Учитывая огромной вклад Иосипа Елачича в сохранение народного достояния и независимости, с момента его инаугурации начинается отсчет трёхцветного государственного символа, который объединением цветов символизирует объединение и целостность хорватского народа.

## Государственный герб
Герб Хорватии имеет форму щита, поделенного на 25 красных и белых (серебряных) квадратов. Сверху щит обрамляет корона с пятью маленькими щитами-гербами, расположенными в порядке слева направо: самый древний и самый известный герб Хорватии, гербы Дубровника, Далмации, Истрии и Славонии.
Древний герб Хорватии представляет собой жёлтую (золотистую) шестикратную звезду с белым (серебристым) месяцем на голубом поле. Герб Дубровника — две красных полосы на синем поле. Герб Далмации — три желтых (золотистых) коронованных головы леопарда на голубом поле. Герб Истрии — жёлтая (золотистая) коза с красными копытами и рогами на синем поле. Герб Славонии — две белых (серебряных) полосы на голубом поле, а между ними на красном поле — бегущая куница; в верхней части на голубом поле расположена жёлтая (золотистая) шестикратная звезда.
Первый раз хорватский герб был использован династией Габсбургов 1508—1512, но есть теории по которым этот герб был использован и в более ранние периоды.

## Государственный гимн
Гимном Хорватии является песня «Прекрасная наша Родина» ("Lijepa naša domovino").
Автором слов является Антун Миханович. Песня первый раз была издана в печатном виде в газете «Даница» в 1835 году под названием «Хорватская родина» ("Horvatska domovina").
Мелодию к стихам придумал Иосип Рунянин в Глине в 1846 году, а его мотив, по преданию первый гармонизировал и положил на ноты В. Лихтенегер в 1861 году.
Первый раз песня, как Хорватский гимн, прозвучала на выставке Хорватско-славонского экономического общества в 1891 году.
Текст гимна Хорватии «Lijepa naša domovino»
Lijepa naša domovino,
Oj junačka zemljo mila,
Stare slave djedovino,
da bi vazda sretna bila!
Mila, kano si nam slavna,
Mila si nam ti jedina.
Mila, kuda si nam ravna,
Mila, kuda si planina!
Teci Dravo, Savo teci,
Nit' ti Dunav silu gubi,
Sinje more svijetu reci,
Da svoj narod Hrvat ljubi.
Dok mu njive sunce grije,
Dok mu hrašće bura vije,
Dok mu mrtve grobak krije,
Dok mu živo srce bije!"

## Парламент
| Партия                                                 | Число депутатов |
| ------------------------------------------------------ | --------------- |
| Хорватское демократическое содружество                 | 61              |
| Социал-демократическая партия Хорватии и союзники      | 42              |
| Истринская демократическая ассамблея                   | 2               |
| Демократическая партия                                 | 14              |
| Мы можем                                               | 10              |
| Мост                                                   | 11              |
| Фокус-республика                                       | 1               |
| НПС                                                    | 2               |
| Независимая демократическая сербская партия            | 3               |
| Национал-региональные партии- Венгры, Цыгане и Босняки | 3               |
| Беспартийные                                           | 2               |

Выборы прошли 17 апреля 2024 года